# Gare de Serrouville
La gare de Serrouville est une ancienne halte ferroviaire française de la ligne de Valleroy-Moineville à Villerupt-Micheville, située sur le territoire de la commune de Serrouville dans le département de Meurthe-et-Moselle, en région Grand Est.

## Situation ferroviaire
Établie à 359 m d'altitude, la gare de Serrouville était située au point kilométrique (PK) 357,0 de la ligne de Valleroy-Moineville à Villerupt-Micheville entre la halte de Serrouville et la gare de Villerupt-Micheville.

## Histoire
La section d'Audun-le-Roman à Villerupt-Micheville est mise en service le 1er décembre 1907 par la Compagnie des chemins de fer de l'Est. La SNCF cesse de desservir la halte de Serrouville par des trains de voyageurs le 15 mai 1939.
La section d'Audun-le-Roman à Tiercelet - Villers-la-Montagne est fermée le 9 mars 2016.

## Patrimoine ferroviaire
Le bâtiment voyageurs de la halte est en ruines. Appartenant à un plan type créé par les Chemins de fer de l'Est en 1903, il est composé d'un corps de logis semblable à une maison de garde-barrière et d'une aile basse d'une seule travée.